# Bleeding Cool
Bleeding Cool — новинний інтернет-сайт, присвячений коміксам, телебаченню, кіно, настільним іграм та відеоіграм. Сайт належить видавництву Avatar Press і був запущений Річем Джонстоном 27 березня 2009 року. Avatar Press також публікує пов'язаний з ним журнал, який також називається Bleeding Cool.
У 2012 році Bleeding Cool висвітлював звинувачення в сексуальних домаганнях, висунуті проти редактора DC Comics Едді Берґанзи, починаючи з інциденту на фестивалі WonderCon в Анагаймі, Каліфорнія. У листопаді 2017 року BuzzFeed опублікував репортаж про звинувачення, висунуті проти Берґанзи кількома жінками, які призвели до його звільнення з Вашингтона.

## Дописувачі
На сайті регулярно публікуються роботи авторів, в тому числі:
- Воррен Елліс
- Саймон Спюр'є
- Алекс де Кампі
- Денніс О'Ніл
- Майкл Девіс
- Донні Кейтс